# Lista de prefeitos de Palmeira dos Índios
Esta página é uma lista de prefeitos do município de Palmeira dos Índios e apresenta as pessoas que foram empossadas como prefeito para o executivo municipal.
| Nº                             | Nome                                             | Imagem | Partido                | Início do mandato       | Fim do mandato          | Observações                                                               |
| Período Monárquico (1823-1889) |                                                  |        |                        |                         |                         |                                                                           |
| 1                              | Caetano Maria Lopes Gama, Visconde de Maranguape |        | Partido Popular PP     | 1° de janeiro de 1823   | 31 de janeiro de 1829   | Presidente da Junta Governativa                                           |
| 2                              | Cândido José de Araújo Viana Marquês de Sapucaí  |        | Partido Popular PP     | 1° de fevereiro de 1829 | 1° de fevereiro de 1838 |                                                                           |
| 3                              | Joäo Felisdônio                                  |        | Partido Conservador PC | 2° de fevereiro de 1838 | 31 de janeiro de 1841   | Padre                                                                     |
| 4                              | Manoel Tavares Bastos                            |        | Partido Conservador PC | 1° de fevereiro de 1841 | 4 de abril de 1844      | Primeiro intendente no município                                          |
| 5                              | Manoel Antônio Pereira Júnior                    |        | Partido Conservador PC | 5 de abril de 1844      | 31 de dezembro de 1846  |                                                                           |
| —                              | Cândido José de Araújo Viana                     |        | Partido Popular PP     | 1° de janeiro de 1847   | 31 de janeiro de 1854   | Palmeira foi rebaixada a categoria de Distrito. Responsável pelo Distrito |
| 6                              | José Cândido de Albuquerque Maranhão             |        | Partido Conservador PC | 1° de fevereiro de 1854 | 11 de fevereiro de 1858 |                                                                           |
| 7                              | Antônio Zacarias da Costa                        |        | Partido Liberal PL     | 12 de fevereiro de 1858 | 14 de novembro de 1861  |                                                                           |
| 8                              | Felipe Tobias da Silva Pereira                   |        | Partido Conservador PC | 15 de novembro de 1861  | 14 de novembro de 1864  |                                                                           |
| 9                              | José Correia Paes Júnior                         |        | Partido Liberal PL     | 15 de novembro de 1864  | 14 de novembro de 1868  |                                                                           |
| 10                             | Sabino José de Oliveira                          |        | Partido Conservador PC | 15 de novembro de 1868  | 14 de novembro de 1873  |                                                                           |
| 11                             | Luiz Fernandes de Araújo Bezouro                 |        | Partido Conservador PC | 15 de novembro de 1873  | 14 de novembro de 1877  |                                                                           |
| —                              | Luiz Fernandes de Araújo Bezouro                 |        | Partido Conservador PC | 15 de novembro de 1877  | 14 de novembro de 1881  | Segundo mandato seguido                                                   |
| 12                             | Sabino José de Oliveira                          |        | Partido Conservador PC | 15 de novembro de 1881  | 14 de novembro de 1883  |                                                                           |
| 13                             | Manoel da Costa Duarte                           |        | Partido Conservador PC | 15 de novembro de 1883  | 14 de novembro de 1887  |                                                                           |
| 14                             | Leôncio de Holanda de Albuquerque Maranhão       |        | Partido Liberal PL     | 15 de novembro de 1887  | 20 de setembro de 1890  |                                                                           |

| Nº                                    | Nome                                                             | Imagem                                           | Partido                                      | Início do mandato       | Fim do mandato                          | Observações                                                                      |
| Período Republicano (1889-Atualidade) |                                                                  |                                                  |                                              |                         |                                         |                                                                                  |
| 1                                     | Luiz Pinto de Andrade                                            |                                                  | Partido Republicano Democrático PRD          | 21 de setembro de 1890  | 20 de setembro de 1892                  | Primeiro mandatário eleito com a nomenclatura de prefeito                        |
| 2                                     | Sabino José de Oliveira                                          |                                                  | Partido Republicano Democrático PRD          | 21 de setembro de 1892  | 31 de janeiro de 1895                   |                                                                                  |
| 3                                     | Luiz Pinto de Andrade                                            |                                                  | Partido Republicano Federal PRF              | 1° de fevereiro de 1895 | 31 de janeiro de 1897                   |                                                                                  |
| 4                                     | Cândido Ferreira de Omena e Silva                                |                                                  | Partido Republicano Democrático PRD          | 1° de fevereiro de 1897 | 31 de janeiro de 1899                   |                                                                                  |
| 5                                     | Azarias Antônio da Silva Simplício                               |                                                  | Partido Republicano Federal PRF              | 1° de fevereiro de 1899 | 31 de janeiro de 1901                   |                                                                                  |
| 6                                     | Cândido Ferreira de Omena e Silva                                |                                                  | Partido Republicano Federal PRF              | 1° de fevereiro de 1901 | 31 de janeiro de 1903                   |                                                                                  |
| 7                                     | Antero Correia de Amorim                                         |                                                  | Partido Republicano Federal PRF              | 1° de fevereiro de 1903 | 31 de janeiro de 1905                   |                                                                                  |
| 8                                     | Antonio Pinto de Araújo                                          |                                                  | Partido Republicano Democrático PRD          | 1° de fevereiro de 1905 | 31 de janeiro de 1907                   |                                                                                  |
| 9                                     | Clarindo Correia de Amorim                                       |                                                  | Partido Liberal de Alagoas PL                | 1° de fevereiro de 1907 | 31 de janeiro de 1909                   |                                                                                  |
| 10                                    | Leopoldo da Costa Duarte                                         |                                                  | Partido Republicano Federal PRF              | 1° de fevereiro de 1909 | 31 de janeiro de 1911                   |                                                                                  |
| 11                                    | Clarindo Correia de Amorim                                       |                                                  | Partido Republicano Democrático PRD          | 1° de fevereiro de 1911 | 27 de agosto de 1913                    | Renunciou                                                                        |
| —                                     | Belarmino Teixeira Cavalcanti                                    |                                                  | Partido Republicano Democrático PRD          | 27 de agosto de 1913    | 10 de dezembro de 1913                  | Presidente da câmara no cargo interinamente                                      |
| 12                                    | Luiz Pinto de Andrade                                            |                                                  | Partido Liberal de Alagoas PL                | 11 de dezembro de 1913  | 1° de fevereiro de 1915                 |                                                                                  |
| 13                                    | José Tobias da Costa Filho                                       |                                                  | Partido Democrático Nacional PDN             | 2 de fevereiro de 1915  | 6 de junho de 1917                      | renunciou                                                                        |
| —                                     | Francisco Cavalcanti                                             |                                                  | Partido Liberal de Alagoas PL                | 7 de junho de 1917      | 8 de novembro de 1917                   | Presidente da junta governativa                                                  |
| 14                                    | Colimério Eusébio da Silva Pereira                               |                                                  | Partido Liberal de Alagoas PL                | 9 de novembro de 1917   | 31 de janeiro de 1919                   |                                                                                  |
| 15                                    | Lauro de Almeida Lima                                            |                                                  | Partido Republicano Democrático PRD          | 1° de fevereiro de 1919 | 31 de janeiro de 1921                   |                                                                                  |
| 16                                    | Francisco Cavalcanti                                             |                                                  | Partido Liberal de Alagoas PL                | 1° de fevereiro de 1921 | 31 de janeiro de 1923                   |                                                                                  |
| 17                                    | José Caetano de Moraes Filho                                     |                                                  | Partido Republicano Democrático PRD          | 1° de fevereiro de 1923 | 31 de janeiro de 1925                   |                                                                                  |
| 18                                    | Lauro de Almeida Lima                                            |                                                  | Partido Republicano Democrático PRD          | 1° de fevereiro de 1925 | 3 de maio de 1928                       | Assassinado                                                                      |
| —                                     | Manoel Sampaio Luz                                               |                                                  | Partido Liberal de Alagoas PL                | 4 de maio de 1928       | 17 de setembro de 1928                  | Presidente da câmara no cargo interinamente                                      |
| —                                     | Afonso de Carvalho                                               |                                                  | Partido Progressista de Alagoas PP           | 18 de setembro de 1928  | 22 de dezembro de 1928                  | Capitão do Exército Brasileiro, no cargo interinamente para restabelecer a ordem |
| 19                                    | Graciliano Ramos                                                 |                                                  | Partido Progressista de Alagoas PP           | 23 de novembro de 1928  | 25 de fevereiro de 1930                 | Renunciou                                                                        |
| —                                     | Salustiano Veríssimo de Souza Branco                             |                                                  | Partido Progressista de Alagoas PP           | 26 de fevereiro de 1930 | 2 de junho de 1930                      | Presidente da câmara                                                             |
| 20                                    | Manoel Sampaio Luz                                               |                                                  | Partido Progressista de Alagoas PP           | 3 de junho de 1930      | 13 de agosto de 1930                    | Prefeitos durante a revolução de 30                                              |
| —                                     | Pedro Soares da Mota                                             |                                                  | Partido Republicano Democrático PRD          | 14 de agosto de 1930    | 31 de dezembro de 1932                  | x                                                                                |
| 21                                    | Miguel Lopes da Costa Santos                                     |                                                  | Partido Progressista de Alagoas PP           | 1° de janeiro de 1933   | 31 de dezembro de 1934                  |                                                                                  |
| 22                                    | Aureliano Vargas Wanderley                                       |                                                  | Partido Progressista de Alagoas PP           | 1° de janeiro de 1934   | 27 de março de 1934                     |                                                                                  |
| —                                     | Antônio Pantaleão                                                |                                                  | Partido Progressista de Alagoas PP           | 28 de março de 1934     | 31 de dezembro de 1935                  | x                                                                                |
| 23                                    | Álvaro Correia Pais                                              |                                                  | União Democrática Conservadora UDC           | 1° de janeiro de 1936   | 16 de setembro de 1937                  | Renunciou                                                                        |
| —                                     | Aureliano Vargas Wanderley                                       |                                                  | União Democrática Conservadora UDC           | 17 de setembro de 1937  | 30 de novembro de 1937                  | x                                                                                |
| —                                     | Juvenal Brena Wanderley                                          |                                                  | União Democrática Conservadora UDC           | —                       | —                                       | Eleito mas não assumiu                                                           |
| 24                                    | Francisco Cavalcanti                                             |                                                  | Partido Liberal de Alagoas PL                | 1° de dezembro de 1937  | 7 de agosto de 1941                     |                                                                                  |
| —                                     | Odon Braga                                                       |                                                  | Partido Liberal de Alagoas PL                | 7 de agosto de 1941     | 11 de setembro de 1941                  | Em exercício                                                                     |
| 25                                    | José Pinto de Barros                                             |                                                  | Partido Social Democrático PSD               | 11 de setembro de 1941  | 31 de janeiro de 1947                   |                                                                                  |
| 26                                    | José Limeira Filho                                               |                                                  | Partido Social Democrático PSD               | 1° de fevereiro de 1947 | 31 de janeiro de 1948                   |                                                                                  |
| 27                                    | Antônio Augusto de Barros                                        |                                                  | Partido Social Progressista PSP              | 1° de fevereiro de 1948 | 21 de maio de 1948                      | Renunciou                                                                        |
| —                                     | Maria Consuelo Monte Acioli                                      |                                                  | União Democrática Nacional UDN               | 22 de maio de 1948      | 30 de agosto de 1948                    | Primeira mulher prefeita                                                         |
| —                                     | Pedro Rodrigues Gaia                                             |                                                  | Partido Democrata Cristão PDC                | 31 de agosto de 1948    | 3 de dezembro de 1948                   |                                                                                  |
| 28                                    | Manoel Passos Lima                                               |                                                  | Partido Social Democrático PSD               | 4 de dezembro de 1948   | 31 de janeiro de 1951                   | Primeiro prefeito eleito após a redemocratização da era Vargas                   |
| 29                                    | Manoel Sampaio Luz                                               |                                                  | União Democrática Nacional UDN               | 1° de fevereiro de 1951 | 3 de janeiro de 1955                    | (3º mandato) afastado para responder júri popular                                |
| —                                     | Canuto Mota Accioly                                              |                                                  | União Democrática Nacional UDN               | 4 de janeiro de 1955    | 31 de janeiro de 1955                   | Em exercício                                                                     |
| 30                                    | Remi Tenório Maia                                                |                                                  | Partido Social Progressista PSP              | 1° de fevereiro de 1955 | 31 de janeiro de 1961                   | Renunciou                                                                        |
| 31                                    | Robson Tavares Mendes                                            |                                                  | Partido Trabalhista Nacional PTN             | 9 de janeiro de 1961    | 22 de janeiro de 1961                   | Eleito pela câmara                                                               |
| —                                     | Paulo Correia da Silva                                           |                                                  | Partido Social Democrático PSD               | 23 de janeiro de 1961   | 31 de janeiro de 1961                   | Em exercício                                                                     |
| 32                                    | José Rodrigues de Araújo                                         |                                                  | Partido Social Democrático PSD               | 1° de fevereiro de 1961 | 31 de janeiro de 1966                   | Prefeito eleito em sufrágio universal                                            |
| 33                                    | José Duarte Marques                                              |                                                  | Aliança Renovadora Nacional ARENA            | 1° de fevereiro de 1966 | 30 de janeiro de 1970                   | Prefeito eleito em sufrágio universal                                            |
| 34                                    | Minervo Fernandes Pimentel                                       |                                                  | Aliança Renovadora Nacional ARENA            | 31 de janeiro de 1970   | 30 de janeiro de 1973                   | Prefeito eleito em sufrágio universal                                            |
| 35                                    | José Duarte Marques                                              |                                                  | Aliança Renovadora Nacional ARENA            | 31 de janeiro de 1973   | 30 de janeiro de 1977                   | Prefeito eleito em sufrágio universal                                            |
| 36                                    | Enéas Simplício Brandäo                                          |                                                  | Aliança Renovadora Nacional ARENA            | 31 de janeiro de 1977   | 31 de janeiro de 1983                   | Prefeito eleito em sufrágio universal                                            |
| 37                                    | José Helenildo Ribeiro Monteiro                                  |                                                  | Partido Democrático Social PDS               | 1° de fevereiro de 1983 | 31 de dezembro de 1988                  | Prefeito eleito em sufrágio universal                                            |
| 38                                    | Gileno Costa Sampaio                                             |                                                  | Partido da Frente Liberal PFL                | 1° de janeiro de 1989   | 31 de dezembro de 1992                  | Prefeito eleito em sufrágio universal                                            |
| 39                                    | José Helenildo Ribeiro Monteiro                                  |                                                  | Partido da Social Democracia Brasileira PSDB | 1° de janeiro de 1993   | 31 de dezembro de 1997                  | Prefeito eleito em sufrágio universal                                            |
| 40                                    | Maria José de Carvalho Nascimento                                |                                                  | Partido da Solidariedade Nacional PSN        | 1° de janeiro de 1997   | 31 de dezembro de 2000                  | Prefeita eleita em sufrágio universal                                            |
| 41                                    | Albérico Cordeiro da Silva (Pilar, 28.09.1941–)                  |                                                  | Partido Trabalhista Brasileiro PTB           | 1° de janeiro de 2001   | 31 de dezembro de 2004                  | Prefeito eleito em sufrágio universal                                            |
| 41                                    | Albérico Cordeiro da Silva (Pilar, 28.09.1941–)                  | 1° de janeiro de 2005                            | Partido Trabalhista Brasileiro PTB           | 31 de dezembro de 2008  | Prefeito reeleito em sufrágio universal |                                                                                  |
| 42                                    | James Sampaio Calado Monteiro (Palmeira dos Índios, 28.04.1970–) |                                                  | Partido da Social Democracia Brasileira PSDB | 1° de janeiro de 2009   | 31 de dezembro de 2012                  | Prefeito eleito em sufrágio universal                                            |
| 42                                    | James Sampaio Calado Monteiro (Palmeira dos Índios, 28.04.1970–) | Partido do Movimento Democrático Brasileiro PMDB | 1° de janeiro de 2013                        | 31 de dezembro de 2016  | Prefeito reeleito em sufrágio universal |                                                                                  |
| 43                                    | Júlio Cezar da Silva (Caruaru, 24.10.1971–)                      |                                                  | Partido Socialista Brasileiro PSB            | 1° de janeiro de 2017   | 31 de dezembro de 2020                  | Prefeito eleito em sufrágio universal                                            |
| 43                                    | Júlio Cezar da Silva (Caruaru, 24.10.1971–)                      | 1° de janeiro de 2021                            | Partido Socialista Brasileiro PSB            | 31 de dezembro de 2024  | Prefeito reeleito em sufrágio universal |                                                                                  |
| 44                                    | Luísa Júlia Duarte, Tia Júlia (Palmeira dos Índios, 22.03.1956–) |                                                  | Movimento Democrático Brasileiro MDB         | 1° de janeiro de 2025   | Atualidade                              | Prefeita eleita em sufrágio universal                                            |